# Viera Strnisková
Viera Strnisková (* 30. Oktober 1929 in Hlohovec; † 31. August 2013 in Bratislava) war eine slowakische Schauspielerin.
Strnisková war von 1959 an bis 2003 in verschiedenen tschechischen und slowakischen Kino- und Fernsehproduktionen zu sehen, die teils auch auf Deutsch synchronisiert wurden, wie etwa 1983 Der Salzprinz.

## Filmografie (Auswahl)
- 1960: Astronom und Edelmann (Pan a hvězdář)
- 1964: Pripad pre obhájcu
- 1965: Zvony pre bosých (Stimme)
- 1966: Der Platz der Hl. Elisabeth (Námestie svätej Alzbety)
- 1966: Zivy bic
- 1968: Die süße Zeit mit Kalimagdora (Sladký čas Kalimagdory)
- 1968: Dialóg 20-40-60
- 1968: Drei Zeugen (Traja svedkovia)
- 1970: Rysavá jalovica
- 1970: Zlocin slecny Bacilpysky
- 1972: ...und ich grüße die Schwalben (... a pozdravuji vlaštovky)
- 1972: Daleko je do neba
- 1973: Herz am Seil  (Srdce na laně)
- 1973: Anonyme Anzeige (Zatykač na královnu)
- 1976: Stipku soli
- 1978: Das Mädchen vom See (Dívka z jezera)
- 1983: Der Salzprinz (Sůl nad zlato)
- 1990: Stúrovci
- 1998: Priatelstvá padajúceho lístia